# 轮叶科
轮叶科又名掸子木科或异轮叶科,只有一属唯一一种——掸子木，生长在南非，是当地的特有种。
掸子木是一种常绿灌木，枝条稀少，叶革质对生，每一轮有3-4对或5对交叉组成十字形排列；花为漏斗形，花冠5-7裂，裂片比下部漏斗短，内部有白色的毛；果实为蒴果。
1981年的克朗奎斯特分类法将本科列入龙胆目，1998年根据基因亲缘关系分类的APG 分类法和2003年经过修订的APG II 分类法不承认这个科，将其合并到马钱科中。